# Lundo (Jaken)
Lundo is een bestuurslaag in het regentschap Pati van de provincie Midden-Java, Indonesië. Lundo telt 1290 inwoners (volkstelling 2010).